# Plaza Elíptica
Plaza Elíptica – stacja metra w Madrycie, na linii 6 i 11. Znajduje się na granicy dzielnic Usera i Carabanchel, w Madrycie i zlokalizowana jest pomiędzy stacjami Usera, Opañel oraz Abrantes. Została otwarta 7 maja 1981.